# Sveti Kuzam
Sveti Kuzam est une localité de Croatie située dans la municipalité de Rijeka, comitat de Primorje-Gorski Kotar. En 2001, la localité comptait 243 habitants.
Sveti Kuzam est en partie situé dans la municipalité de Bakar.

## Démographie
| 1948 | 1953 | 1961 | 1971 | 1981 | 1991 | 2001 |
| ---- | ---- | ---- | ---- | ---- | ---- | ---- |
| 90   | 102  | 0    | 0    | 196  | 211  | 243  |